# Indra (isten)

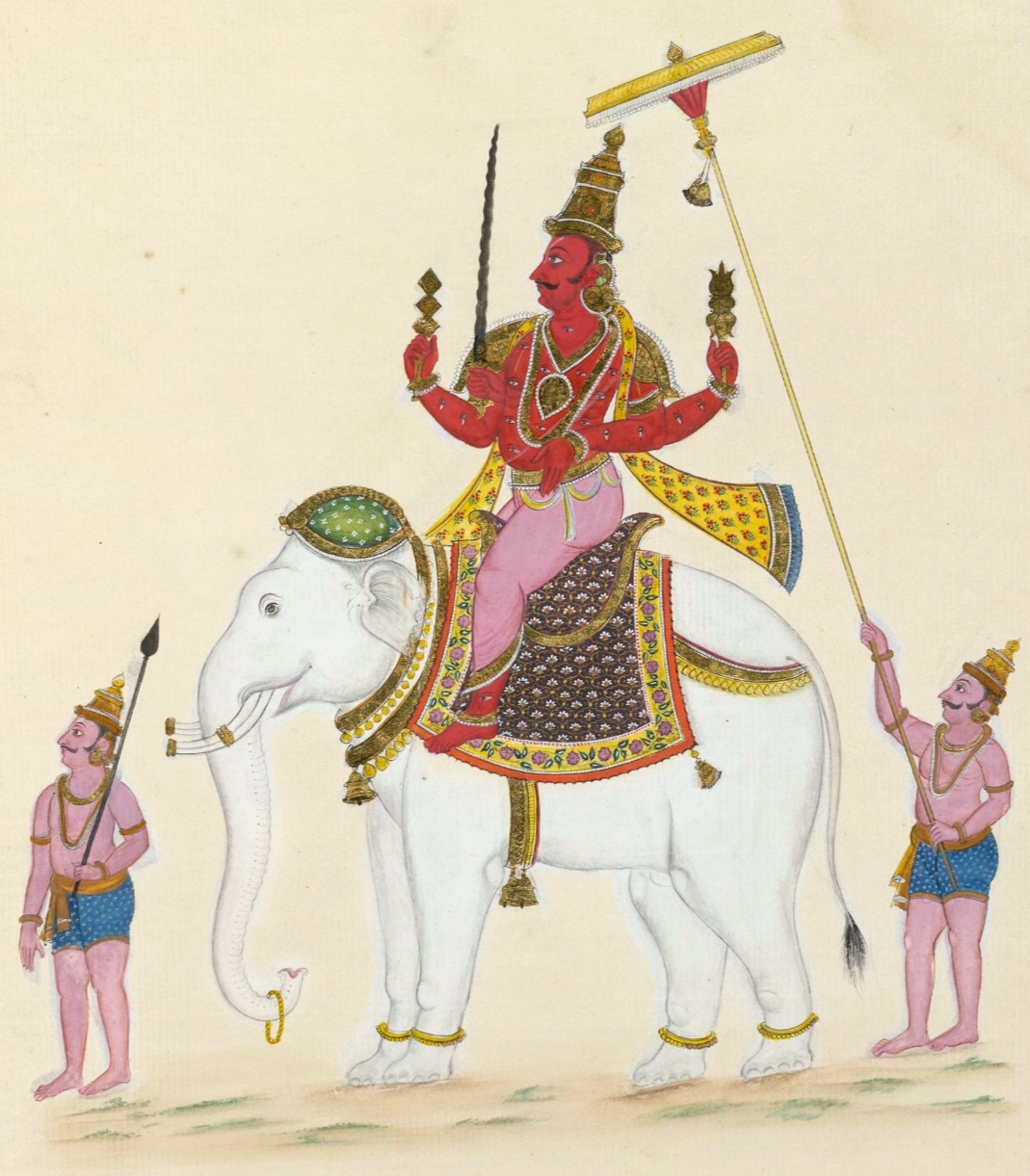
Indra hátasállatán

Indra (dévanágari írással: इन्द्र) a mennydörgés, villámlás és a harc istene a hindu  mitológiában. A Rigvéda egyik legfőbb istensége, csodatévő tetteit, átváltozásait himnuszok sora örökíti meg. Hatalmas, harcias alakját vörös és arany színnel festett szobrokon és festményeken ábrázolják. Kezében villámjogar, amellyel harcol, vagy harcban elesetteket támaszt fel. Esőistenként is tisztelik, így a természet teremtőerejét látják benne. Hátasállata Airávata elefánt. Lakhelye a Méru-hegy, ahol az istenek királyaként uralkodik.
Indra az ég és föld gyermeke, ezeket ő választotta ketté. A démonok (ráksaszák) legfőbb ellensége. Az istenek fővezére. Hatalmas erejét az isteni italból, a szómából nyeri, amelyből ha iszik, oly nagyra nő, hogy elhomályosítja az eget és a földet.
Egy mítosz szerint Vritra kígyódémonnal való győztes csatája után megszűnt a káosz, megnyíltak a vizek, a nap megerősödött, és megjelent az élet. Más változatok szerint egy barlangból szabadította ki az istenek ellopott teheneit, így jelent meg a fény a földön. Ez utóbbi mítosz az alapja annak, hogy Indrát a szarvasmarhák védőszentjének is tartják.
A Rigvédában betöltött központi szerepe (mint az indoárják hatalmának egyik jelképe) a hinduizmus fejlődése során lassan csökkent, azzal párhuzamosan, ahogy Visnu és Siva felemelkedett. Krisna, Visnu egyik avatárája Indráé helyett a Góvardhana-hegy imádatára biztatta a marhapásztorokat, hiszen az táplálja állataikat. Indra ezen feldühödött, és borzalmas vihart küldött az emberekre, akik az eső elől nem tudtak elmenekülni. Krisna kisujjával felemelte a hegyet, és menedéket nyújtott a pásztoroknak. Ekkor Indra elcsendesedett, és meghódolt Krisnának. Az istenek királya fokozatosan háttérbe szorult.